# Phoracantha longipennis
Phoracantha longipennis là một loài bọ cánh cứng trong họ Cerambycidae.